# لیا لاو
لیا لاو (انگلیسی: Leah Luv؛ زاده ۲۸ ژوئیهٔ ۱۹۸۴) بازیگر پورنوگرافی و کارگردان اهل ایالات متحده آمریکا است. وی با وجود سن کمش در بیش از ۳۰۰ فیلم نقش آفرینی کرده و از این لحاظ می‌توان او را یکی از پرکار ترین‌های این حرفه دانست.

## زندگینامه
لاو در ۱۹ سالگی و در ژوئیه ۲۰۰۳ وارد صنعت پورنوگرافی شد. او اولین صحنهٔ سکس خودش را با کارگردانی اد پاور بازی کرد.
اگرچه او تا به حال از خود تصویر یک دانش آموز دختر را به نمایش گذاشته‌است، اما لاو در سن ۱۷ سالگی دارای یک فرزند پسر شد.
او وارد صنعت پورنوگرافی شد. چراکه تشخیص داده شده بود که سرطان دارد و به یک هیسترکیتومی نیاز داشت. صنعت پورنو شانس مراقبت از مشکلات سلامتی اش را به او داد. در سن ۲۲ سالگی در یک تقلید مسخره آمیز از برنامهٔ Cindy Brady در Not the Bradys XXX بازی کرد.

## جوایز و نامزدی‌ها
- 2006 CAVR Awards nominee - Star of the year[۳]
- ۲۰۰۶ جایزه هوادارن سرگرمی‌های بزرگسالان - Favorite Oral Starlet Finalists[۴][۵]
- 2007 FAME Awards - Favorite Oral Starlet Finalists[۶][۷]
- 2007 FAME Finalists nominee – Dirtiest Girl in Porn[۷]
- ۲۰۰۷ جایزه ای‌وی‌ان - نامزد شده برای بهترین صحنه سکس دهانی، ویدئو - Hard Candy[۸]